# Camí del Mig (Reus)
El Camí del Mig és un camí que s'inicia als Cinc Camins, al terme de Reus, al Baix Camp i porta a la població de l'Aleixar. També se'n diu Camí de l'Aleixar, però aquest nom no s'usa gaire, per no confondre'l amb el camí que sortint de Reus seguia l'actual carretera de Falset o d'Alcolea, la N-420, fins a la població veïna.
Segons s'arriba als Cinc Camins des de Reus, pel camí de la Pedrera del Coubi, és el que ve segon a mà dreta. Més amunt dels Cinc Camins, travessa el barranc del Tecu, seguint per la partida de Monterols, i entra al terme de l'Aleixar a tocar del Mas del Víctor. Vora Maspujols, passa a frec del Mas de la Tiana després de travessar la riera del Salt. Més enllà travessa la Riera de Maspujols, que allà se'n diu de la Mussara, i arriba a l'Aleixar. És el camí que va més directe des de Reus fins a aquesta població.